# 벡사스 증후군
벡사스 증후군(영어: VEXAS syndrome)은 조혈 전구 세포의 UBA1 유전자의 체세포 돌연변이로 인해 발생하는 성인 발병 자가염증성 질환으로, 주로 남성에게 영향을 미친다. VEXAS라는 명칭은 질병의 핵심 특징에서 유래한 약어이다.
V: VEXAS 환자의 골수 줄기세포에서 액포(vacuole)가 종종 확인된다.
E: UBA1 유전자에 의해 암호화되는 E1 유비퀴틴 접합 효소가 환자에서 돌연변이된다.
X: 돌연변이된 UBA1 유전자는 열성이며 X 염색체에 위치하므로 이 질환은 거의 단일 X 염색체를 가진 사람에게서만 발견되며, 따라서 X 연관 질환이라고 한다.
A: VEXAS 환자는 다양한 자가염증성(autoinflammatory) 질환을 보인다.
S: VEXAS를 유발하는 돌연변이는 체세포성(somatic)이다. 이 돌연변이는 평생 동안 획득되며, 유전되지 않으며, 자손에게 전달되지 않는다.

## 징후 및 증상
이 질환은 성인 후기(일반적으로 50세 이후)에 발생하며 자가염증성 증상과 혈액학적 증상을 모두 유발한다. 발열과 피부 질환(특히 스위트 증후군에서 나타나는 발진과 유사)이 흔한 징후이다. VEXAS 증후군 환자에게 발생할 수 있는 다른 자가염증성 질환으로는 안와주위 혈관부종, 포도막염 및 공막염, 재발성 다발연골염, 결절성 다발동맥염 등이 있다. 염증은 폐에도 영향을 미칠 수 있다.
혈액학적 문제로는 대구성 빈혈, 혈소판 감소, 그리고 특히 골수이형성증후군과 같은 혈액암 발생 소인이 있다. 골수 검사에서 이 질환을 가진 환자는 골수계 및 적혈구계 전구세포에서 비정상적인 액포를 보인다.

## 치료
VEXAS 증후군은 시간이 지남에 따라 더욱 심각해지고 사망률이 높다. 고용량 코르티코스테로이드 요법으로 증상을 관리할 수 있지만, 심각한 부작용을 유발할 수 있으며 용량을 낮추면 증상이 재발하는 경우가 많다. 이러한 이유로 2021년 현재 다양한 대체 치료법이 연구되고 있다. VEXAS의 분자 기전은 현재 밝혀지지 않았다.

## 역사 및 발견
이 증후군은 David B. Beck, Peter Grayson, Daniel L. Kastner가 이끄는 임상의와 과학자로 구성된 다학제 팀에 의해 발견되었다. 이 발견에 대한 저널 기사의 보충 설명에 따르면, 이 돌연변이는 Daron Ross가 처음 확인된 두 명의 환자에서 발견한 것으로 설명된다. 이 증후군은 2020년 10월 The New England Journal of Medicine에 처음 보고되었으며, Beck 등은 "유전자형 기반 접근법을 사용하여 겉보기에 관련성이 없어 보이는 성인 발병 염증 증후군들을 연결하는 질환을 확인했다."라고 기술했다.
같은 호의 사설에서는 이 연구를 "매혹적인 발견"이라고 설명하며, "류마티스 전문의들에게 즉각적인 중요성을 지니며 전반적인 임상적 관심에 광범위한 영향을 미칠 것"이라고 덧붙였다. 이는 접합자 후 체세포 돌연변이가 이전에 알려진 것보다 더 빈번하게 발생하는 인간 질병의 원인일 수 있음을 시사하는 기존 연구 결과를 바탕으로 한다.[11] 2022년 미국혈액학회(American Society of Hematology)는 VEXAS의 발견을 "혈액학 관련 진단 분야에서 올해 최고의 발전"으로 평가했으며, VEXAS 연구가 재발성 다발연골염과 같은 혈액학적(혈액 기반) 및 성인 발병 재발성 자가면역 질환의 분류를 개선할 잠재력을 가지고 있다고 밝혔다.

## 연구
VEXAS가 2020년에 처음 보고된 이후, 이 질환을 이해하려는 전 세계적인 관심이 있었다. 2022년 미국 국립암연구소(National Cancer Institute)는 VEXAS 환자의 가능한 치료법으로 줄기세포 이식을 평가하기 위한 3년 임상시험을 발표했다. 원래 발견자 중 한 명인 David B. Beck을 포함한 뉴욕대학교 Grossman 의과대학과 NYU Langone Health의 과학자들도 이 질환에 대해 적극적으로 연구하고 있었다.

## 같이 보기
- 면역학
- 병리학
- 자가염증 질환
- 주기성 발열 증후군